# Sklípkani
Sklípkani (Mygalomorphae) jsou členovci třídy pavoukovci (Arachnida). Patří k největším suchozemským bezobratlým živočichům. Jsou to dokonalí lovci, kteří se během dlouhé doby své existence téměř nezměnili. Vyvinuli se pravděpodobně v období rané křídy, asi před 120 miliony let. Běžně chovaní sklípkani patří do čeledi sklípkanovití (Theraphosidae).
Sklípkanům se lidově říká nesprávně tarantule. Tento název přísluší původně pavoukům z čeledi slíďákovití, které poprvé popsal Carl von Linné a podle lokality výskytu v jihoitalské provincii Tarent je pojmenoval aranea tarantula.

## Tělo

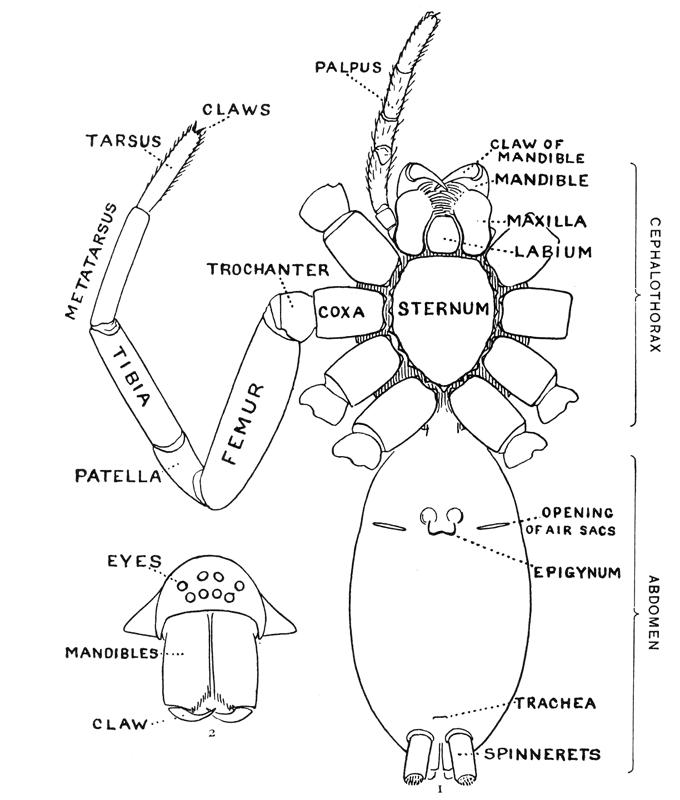
Anatomie sklípkana

Tělo sklípkanů se dělí na dvě části, hlavohruď a zadeček. Mají osm nohou, díky nimž se mohou rychle pohybovat. Převážně u sklípkanů čeledi Theraphosidae se na spodní straně chodidla nacházejí zvláštní chloupky, které jsou na konci rozštěpeny do mikroskopických chloupků. To jim umožňuje se pohybovat i po hladkých plochách, například šplhat po skle. Na hlavohrudi se nacházejí klepítka (chelicery), pomocí nichž kořist usmrtí vstříknutím jedu. Chelicery jsou tzv. ortognátně orientovány tzn., že se chelicery otevírají podélně s osou pavoukova těla. Vedle klepítek mají ještě makadla (pedipalpy), která slouží k opoře při běhu a k rozmnožování. Na konci těchto makadel mají samečci tzv. samčí bulby, ve kterých samci přenášejí sperma, když hledají samici a chtějí se s ní spářit. Na zadečku se nacházejí čtyři snovací bradavky, pomocí nichž mohou tkát pavučiny. Sklípkani netkají sítě, pavučinu používají například při rozmnožování, k vytvoření kokonu nebo při svlékání. Dále mají mnozí sklípkani na zadečku žahavé chloupky, které slouží k obraně.

## Nohy
Sklípkan má celkem 6 párů končetin:

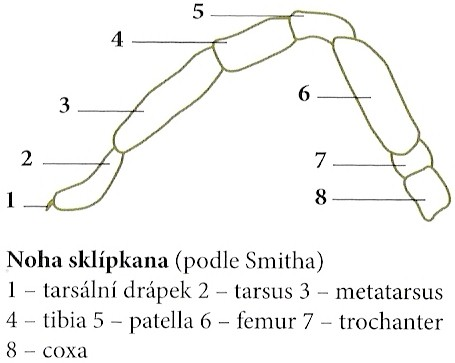
Stavba nohy

- První pár je přeměněn na klepítka (chelicery). V nich je umístěna jedová žláza.
- Druhý pár je přeměněn na makadla (pedipalpy). Slouží k uchycování a ke žvýkání potravy, je to také pomocné pářicí ústrojí u samečků.
- Třetí až šestý pár končetin slouží k pohybu, jsou složeny z osmi článků (coxa, trochanter, femur, patella, tibia, metatarsus, tarsus, tarsální drápek) a poslední dva nesou zpravidla na spodní straně zvláštní chloupky (scopulae). Viz Tělo.

## Způsob života
Sklípkani se dělí podle způsobu života na stromové, zemní a podzemní druhy. Stromoví sklípkani žijí hlavně v pralesích, kde přebývají v korunách stromů a kde si také stavějí hnízda. Zemní sklípkani se skrývají v úkrytech na zemi, například pod kameny či kousky dřeva, a opouští je při hledání potravy. Podzemní sklípkani žijí ve zvláštních chodbičkách tvaru trubice, jež jsou vystlány pavučinou. Samičky těchto druhů tráví skoro celý život v úkrytu a živí se hmyzem, který se ocitne v blízkosti vchodu do jejich nory.

## Potrava

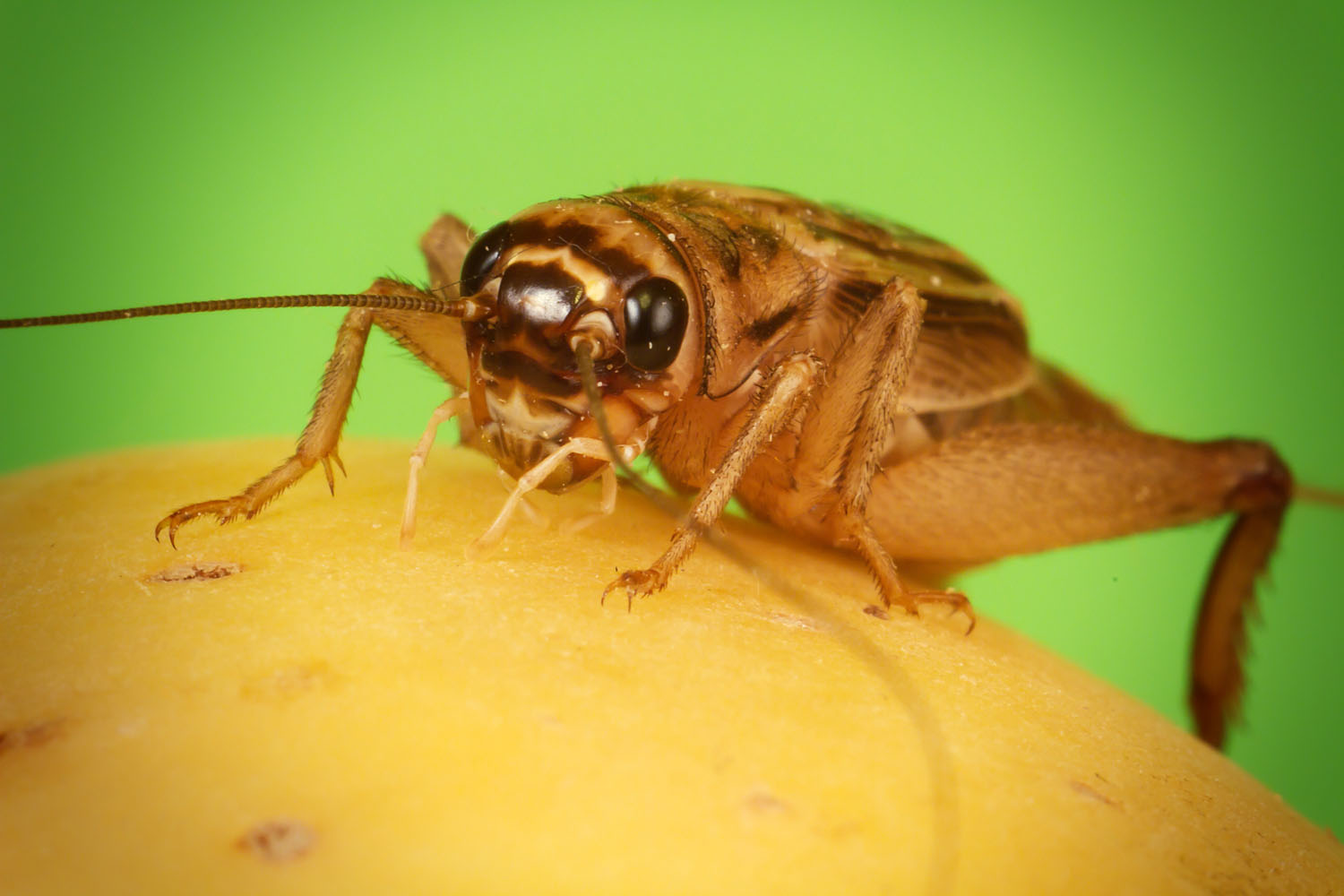
Potrava sklípkana

Menší, převážně pouštní druhy se živí hmyzem či jinými pavoukovci. Větší druhy loví hmyz, ale také ještěrky, malé hady, hlodavce, stromové druhy také ptačí mláďata. Sklípkan probodne svou kořist klepítky a vstříkne do těla jed, čímž ji ochromí. Kořist sežere tak, že ji do těla vstříkne trávicí enzymy a pozře již rozloženou potravu v tekutém stavu. Zbytky kořisti, které sklípkan nedokáže rozložit (kosti, kůže), jsou zformované do takřka pravidelné „kuličky“ a odhozeny. V případě, že jsou sklípkani chováni v zajetí v teráriu je zajímavostí, že tyto „kuličky“ zpravidla nosí na jedno místo v teráriu.

## Obrana
Sklípkani mají několik obranných taktik.

### Obranné postavení skousnutím
Většina sklípkanů používá k obraně právě tuto metodu. Nejprve zaujme obranné postavení – vzpřímí hlavohruď a roztáhne klepítka. Pokud tím nepřítele neodradí, bleskurychle se na něho vrhne a silně jej udeří. Pokud ani to nezapůsobí, vrhne se na nepřítele podruhé a tentokrát již s jedovatým kousnutím. Pro člověka je kousnutí sice velmi bolestivé, ale ne smrtelně nebezpečné. Nejnebezpečnější jsou rody z Asie a Afriky, které jsou i zdraví nebezpečné. Ostatní sklípkani mají jed člověku neškodný.

### Uvolnění žahavých chloupků
Tento způsob obrany mají většinou jen sklípkani z Ameriky. Pokud je pavouk v nebezpečí, nastaví proti útočníkovi zadeček a rychlými pohyby zadních nohou z něj stírá chloupky, které se uvolňují do vzduchu k útočníkovi. Tyto chloupky při kontaktu s kůží způsobují svědění a pálení; jejich vdechnutí je ještě nebezpečnější. Chloupky se sklípkanovi obnovují při dalším svleku.

### Ostřikování výkaly
Při tomto druhu obrany pavouk nadzvedne zadeček a ostříkne útočníka proudem trusu. Tuto taktiku však používají jen zřídka.

## Zajímavosti
- Největším sklípkanem je sklípkan největší (Theraphosa blondii), který má tělo dlouhé 12 cm a rozpětí nohou dosahuje až 30 cm.
- Ve střední Evropě žije několik druhů pavouků, kteří jsou blízkými příbuznými sklípkanů (patří do stejného podřádu). Jsou to sklípkánci rodu Atypus patřící do čeledi Atypidae.
- Přímo z čeledi Theraphosidae (sklípkani) se v Evropě vyskytuje rod Chaetopelma, jehož výskyt je potvrzen například na území Řecka a Kypru.
- Samičky některých druhů se mohou dožít až 25 let. Samci sklípkanů se obvykle dožívají okolo dvou až tří let po dosažení pohlavní dospělosti.
- Všechny tři druhy sklípkánků vyskytující se v Česku jsou zařazeny na červený seznam.[3]

## Sklípkani jako „živoucí fosilie“
Při zkoumání zkamenělých pozůstatků zvířat (fosilií) je možné vypozorovat zpětné klíče k jejich kmenovému vývoji. První odkazy na fosilní příbuzné dnešních sklípkanů byly objeveny v úlomcích jantaru ze středního devonu v Severní Americe, a jsou tedy staré téměř 350 milionů let. Před 310 až 240 miliony let, v tzv. karbonu, patřili sklípkani k nejhojnějším druhům pavouků vůbec. Teprve ode dvou milionů let př. n. l., od třetihor, žili také ve střední Evropě. Protože se sklípkani během milionů let tělesně skoro vůbec nezměnili, jsou po právu označováni jako „živoucí fosilie“. 

## Historie výzkumu sklípkanů
Poprvé byla stavba těla sklípkana popsána roku 1646 německým badatelem Macgravem. Jednalo se o popis těla brazilského sklípkana, chovaného již tehdy v zajetí. K rozvoji vědeckého popisu sklípkanů došlo až v 18. století, avšak popsaných druhů bylo poměrně málo. Velký rozmach ve výzkumu sklípkanů nastal v 19. století. Popsáno bylo celkem 292 druhů. Z roku 1863 pochází první písemná zmínka týkající se vylučování enzymů při mimotělním trávení, popsaná u zástupců z podčeledi Aviculariinae anglickým badatelem Batesem. K nejznámějším badatelům tehdejší doby se dále řadí například Pocock, Koch, Thorell, Ausserer a další. Z nedávné doby nelze opomenout ani Smitha, Lucase, Wirtha, Valeria, Schmidta nebo Ravena. K prvním, kteří přispěli svými poznatky o sklípkanech z České republiky, patří například I. Šklíba a dále i R. Dřímal, V. Honsa, T. Jeřábek, F. Kovařík a další.